# Evgenij Mišakov
Evgenij Dmitrievič Mišakov (in russo Евгений Дмитриевич Мишаков?; 2 febbraio 1941 – Mosca, 30 maggio 2007) è stato un hockeista su ghiaccio sovietico, dal 1991 russo.

## Palmarès

### Olimpiadi invernali
- 2 medaglie:
  - 2 ori (Grenoble 1968; Sapporo 1972)